# Nujna medicinska pomoč
Nujna medicinska pomoč (znana tudi pod okrajšavo NMP) je zdravstvena pomoč, ki jo dajejo zdravstveno izobraženi delavci na mestu poškodovanja ali nenadne obolelosti, med prevozom v ustrezno ustanovo ali tudi v sami ustanovi.
Gre za izvajanje nujnih ukrepov ekip NMP pri osebi, ki je zaradi poškodbe ali bolezni neposredno življenjsko ogrožena oziroma pri kateri bi glede na zdravstveno stanje v kratkem lahko prišlo do takšne ogroženosti.

Služba nujne medicinske pomoči je javna služba za opravljanje storitev medicinske oskrbe v primeru nujnih stanj na terenu ali v primarnih zdravstvenih ustanovah, kot so zdravstveni domovi. Pod pojmom služba nujne medicinske pomoči razumemo tudi storitev nujnih reševalnih prevozov bolnikov ali poškodovancev do mesta dokončne oskrbe v bolnišnici. Izraz služba nujne medicinske pomoči se uporablja tudi ožje izključno za predbolnišnično oskrbo, ali pa širše z vključitvijo oskrbe urgentnih oddelkov v bolnišnicah, ki so ustanove sekundarnega zdravstvenega nivoja in urgentnih oddelkov v kliničnih centrih, ki so ustanove terciarnega zdravstvenega nivoja. Izraz služba nujne medicinske pomoči se uporablja predvsem, da odraža zgodovinski razvoj in spremembo glede na reševalno službo, ki je zagotavljala predvsem nujen prevoz bolnika ali ponesrečenca do mesta oskrbe v bolnišnici.

## Organizacija
Službo nujne medicinske pomoči sestavljajo trije glavni elementi, ki se delijo podrobneje. To so:

### Predbolnišnična NMP (PNMP)
Predbolnišnično NMP tvori nujna medicinska pomoč, ki se izvaja v enotah primarnega zdravstva (kot na primer v sklopu dežurne ambulante v zdravstvenem domu), NMP, izvajana z nujnimi reševalnimi vozili, opremljenimi za izvajanje zdravstvene oskrbe med prevozom v bolnišnico, helikopterska NMP (HNMP), ki deluje podnevi s ciljem skrajšanja dostopnega časa do pacienta predvsem na oddaljenih področjih, ki omogočajo pristanek helikopterja ter NMP, izvajana s pomočjo reševalnih motociklov, kar omogoča skrajšanje dostopnega časa do pacienta zlasti v urbanih območjih.

### Bolnišnična NMP (BNMP)
Bolnišnična nujna medicinska pomoč je, kot razvidno iz imena, orgnizirana v sklopu bolnišnic po državi. Konkretno ima vsaka bolnišnica vzpostavljen svoj kirurški urgentni oddelek ter internistični urgentni oddelek.

### Dispečerski center
Dispečerski center se ukvarja s sprejemom klicev v sili v primerih, ko je zahtevana nujna zdravstvena pomoč. Usklajuje uporabo ekip NMP glede na vrsto poškodbe, bolezni in stopnjo nujnosti. Prav tako sproti obvesti urgentni oddelek bolnišnice, da ta pripravi ustrezne ekipe in opremo za sprejem bolnika/poškodovanca.

## Vrste ekip NMP
Zasedba ekip NMP uvršča ekipe v kategorije, kot jih določa Pravilnik o službi nujne medicinske pomoči v svojem 10. členu (Ur.l. RS, št. 106/2008).
Ločimo dve vrsti nujne medicinske pomoči, in sicer predbolnišnično, ki jo tvori 63 enot, delujočih v okviru zdravstvenih domov/postaj in obe enoti helikopterske NMP (Ljubljana in Maribor) ter bolnišnično NMP, v kateri sodelujejo 2 univerzitetna klinična centra (Ljubljana in Maribor), 10 splošnih bolnišnic po državi in nekatere specializirane bolnišnice. V Sloveniji deluje 47 reševalnih postaj, 64 zdravstvenih domov, 12 specialističnih bolnišnic, 17 zdravilišč ter 127 lekarn. Obvezno se razen osebnih ginekologov v službo nujne medicinske pomoči vključujejo vsi zdravniki, ki opravljajo javno primarno zdravstveno dejavnost kot osebni zdravniki. V predbolnišnične enote NMP je po državi vključenih okoli tisoč zdravnikov.
Ekipe za izvajanje NMP sestavljajo zdravniki in drugi zdravstveni delavci, usposobljeni za izvajanje NMP, in sicer:

### Enote tipa A in A2
Enote NMP tipa A, kot tudi njihove (pod)različice A2 tvorita zdravnik ter diplomirana medicinska sestra/zdravstveni tehnik/diplomirani zdravstvenik. Oba delata oz. izvajata redno dejavnost v ambulanti. Enota ne razpolaga z lastnim reševalnim vozilom, temveč se odzove na nujni klic z osebnim avtomobilom, predelanim za izvajanje (osnovne) medicinske pomoči, po prihodu na kraj intervencije in analizi stanja pa se po potrebi izvede poziv za pomoč reševalnega vozila. Deluje predvsem na območju enega zdravstvenega doma. Na intervencijo izvozi praviloma samo zdravnik.
Enota NMP tipa A2 je organizacijska različica tipa A, ki izjemoma deluje pri zdravstvenem domu ali zdravstveni postaji (predvsem v manjših krajih) brez organizirane dežurne službe.

### Enote tipa B in B-okrepljena
Enote NMP tipa B, kot tudi njihove okrepljene (pod)različice tvori zdravnik, ki deluje med rednim časom v svoji ambulanti, diplomirana medicinska sestra/zdravstveni tehnik/diplomirani zdravstvenik (2x) ter voznik nujnega reševalnega vozila. Takšne enote lahko delujejo na območju več zdravstvenih domov. Na intervencijo pri enotah NMP tipa B izvozijo zdravnik (po lastni predhodni presoji), zdravstveni tehnik in voznik nujnega reševalnega vozila, drugi zdravstveni tehnik pa ostane v zdravstvenem domu oz. dežurni ambulanti.Vsi razen voznika nujnega reševalnega vozila delajo izven intervencij v dežurni ambulanti zdravstvenega doma.
V primeru potrebe po dodatnih kadrih ob več hkratnih intervencijah se v dejavnost NMP med delovnim časom praviloma vključujejo tudi zdravniki iz zdravstvenih postaj, v kolikor so vzpostavljene na območju delovanja določenega zdravstvenega doma.
Pri okrepljenem tipu B se razpoložljivo osebje dopolni z dodatnim zdravnikom ter tehnikom (dva zdravnika, trije zdravstveni tehniki, voznik nujnega reševalnega vozila). Vsi omenjeni člani ekipe delajo v ambulanti in hkrati pokrivajo intervencije na terenu. Takšna enota lahko na kraj dogodka pošlje dve reševalni vozili, en tehnik pa lahko medtem v dežurni ambulanti sprejema bolnike.

### Enote tipa C
Gre za obliko službe NMP, ki je vsakodnevno med 7. in 20. uro aktivna z enakimi danostmi oz. ekipo kot prehospitalne enote, v času dežurstev (oz. med 20. in 7. uro) pa deluje kot enota tipa B.

### Prehospitalne enote (PHE)
Delujejo predvsem v večjih mestih oz. središčih po državi. Sestavlja jih urgentni zdravnik z najmanj enim letom samostojnega dela s pacienti, ki je usposobljen skladno s Pravilnikom o službi NMP ter dva urgentna zdravstvena tehnika/diplomirana zdravstvenika/reševalca/... (eden od njiju je voznik reanimobila). Takšni enoti pripada reanimobil, lahko se zagotavlja tudi reševalec v pripravljenosti z motornim kolesom. Organizira se ob redni ambulantni dejavnosti in delovanju dežurne službe. V primeru, da pride do nove sočasne intervencije, se poleg ostale ekipe odzove vzporedni dežurni zdravnik iz redne ambulante.
Prehospitalna enota se organizira poleg obstoječe dežurne službe v zdravstvenem domu/bolnišnici in je praviloma prisotna v krajih blizu bolnišnic. Ekipe so ločene glede na tiste, ki izvajajo terenske nujne naloge in delo v ambulanti.

### Bolnišnice - enote tipa H1 in H2
Imajo ekipo za izvajanje NMP organizirano v sklopu bolnišnične urgentne službe, ki jo določi zdravstveni minister na predlog strokovne skupine, zadolžene za organizacijo bolnišničnih enot NMP. V tip oz. enoto H1 nujne medicinske pomoči sodita univerzitetna klinična centra (UKC) Ljubljana in Maribor ter v sklopu UKC Ljubljana delujoč Center za klinično toksikologijo in farmakologijo (v preteklosti znan pod imenom Center za zastrupitve). V tip H2 pa se uvrščajo druge (splošne) bolnišnice v državi (Izola, Jesenice, Murska Sobota, Ptuj, Slovenj Gradec, Novo mesto, Trbovlje, Šempeter pri Gorici, Celje, Postojna, Kranj, Brežice, ...).

## Mreža ekip NMP
Mreža za pokrivanje terena je določena v prilogi 1 k Pravilniku o službi nujne medicinske pomoči iz leta 2015, sprva pa je bila že določena kot priloga istovrstnega pravilnika iz leta 1996. Informacije o enotah in sistemu NMP so lahko zastarele. V državi se glede na nekatere podatke (točen vir ni znan) nahaja 11 prehospitalnih enot (PHE), 23 enot tipa B, 8 enot tipa B-okrepljena, 5 enot tipa C, 6 enot tipa A2 ter 10 enot tipa A.
| Kategorija enote | Enota NMP (zdravstveni domovi in postaje) |
| ---------------- | --- |
| A                | Grosuplje, Hrastnik, Izola, Koper, Metlika, Piran, Radovljica, Šentjur, Vrhnika, Žalec |
| A2               | Bohinj, Črna na Koroškem, Dravograd, Kozje, Kranjska Gora, Rogaška Slatina |
| B                | Ajdovščina, Bled, Brežice, Cerknica, Gornja Radgona, Kamnik, Laško, Lenart, Lendava, Litija, Ljutomer, Logatec, Nazarje, Ormož, Radlje ob Dravi, Ravne na Koroškem, Ribnica, Sevnica, Slovenska Bistrica, Slovenske Konjice, Trebnje, Tržič, Zagorje ob Savi |
| B-okrepljena     | Črnomelj, Idrija, Ilirska Bistrica, Kočevje, Sežana, Šmarje pri Jelšah, Škofja Loka, Tolmin |
| C                | Domžale, Jesenice, Krško, Postojna, Trbovlje |
| PHE              | Celje, Izola, Kranj, Ljubljana, Maribor, Murska Sobota, Nova Gorica, Novo mesto, Ptuj, Slovenj Gradec, Velenje |